# SK Sparta Kolín
SK Sparta Kolín je fotbalový klub z Kolína. Byl založen roku 1912. V sezónách 2001/02 a 2014/15 hrál klub 2. českou fotbalovou ligu. V současné době působí v České fotbalové lize, třetí nejvyšší soutěži.

## Historie klubu
Fotbal má v Kolíně dlouholetou tradici. V roce 1900 byl založen první fotbalový klub AFK Kolín. Rok 1912 je spojen se založením našeho klubu SK Sparta Kolín. Pod tímto názvem hrálo naše mužstvo až do roku 1948, kdy byla činnost Sparty jako subjektu ukončena zákonem a klub byl převeden jako oddíl do Sokola. Později zákonné úpravy začlenily oddíl do odborové tělovýchovy DOS Koramo a pak klub musel převzít název JISKRA podle oboru petrochemie. Klub hrál převážně krajské soutěže.

## Po roce 1989
V roce 1990 došlo k osamostatnění fotbalového oddílu a vrací se k původnímu názvu SK Sparta Kolín. Nastává změna ve vedení oddílu a mužstvo v roce 1991 postupuje z krajského přeboru do divize. Od sezony 1995-1996 převádí SK Sparta Kolín svá fotbalová práva na dceřinou společnost SK Sparta Kolín s.r.o./ od roku 1996 FK Mogul Kolín s.r.o./. Hlavním úkolem v součinnosti s Koramem Kolín je stabilizace kádru a postup do České fotbalové ligy. Tento cíl byl splněn v roce 1999, kdy tým obsadil první místo v divizi C. Díky ekonomickému zázemí akciové společnosti Koramo, která byla majoritním společníkem FK Mogul, se podařilo v roce 2001 zvítězit v ČFL a tím byl zajištěn postup do 2. fotbalové ligy, která se předtím hrála v Kolíně naposledy před tehdejšími 22 lety. Již při zahájení jarní sezony 2001 dochází ke změnám u hlavního sponzora Koramo Kolín a nastávají problémy ekonomické pro náš klub.
Jako vítěz ČFL hrál 2. českou fotbalovou liga, ale již při zahájení soutěže bylo zřejmé, že vzhledem k ekonomickém situaci nemůže mít odpovídající hráčský kádr na druhou nejvyšší fotbalovou soutěž. Po ročním působení tým sestupuje v roce 2002 z druhé ligy. Následuje tříleté působení opět v ČFL. V roce 2005 klub sestupuje z ČFL. Po ročním působení v divizi se opět vrací do ČFL. Tuto soutěž opouští opět v roce 2008 sestupem do divize, kterou se nepodařilo ročním působením zachránit a nastává nejhorší sestup v posledních dvaceti letech-sestup do krajského přeboru v roce 2009.
Vzhledem k problémům v klubu dochází k personálním změnám ve vedení Sparty Kolín jako jediného akcionáře klubu a jeho rozhodnutím také v představenstvu akciové společnosti. Novému vedení se podařilo stabilizovat klub ekonomicky a udržet odpovídající hráčský kádr. Tím byl splněn cíl-vítězství v krajském přeboru a návrat zpět do divize v roce 2010.
V ročníku 2010/2011 obsazuje klub konečné 5. místo v divizi C. Do nového soutěžního ročníku vstupuje jako farma FC Graffin Vlašim a divizi C tým vyhrává a postupuje do ČFL. Do sezóny 2012/13 klub vstupuje jako farma FK Mladá Boleslav. V sezoně 2013/14 klub vítězí v ČFL a postupuje do 2. české fotbalové ligy.

## Pád zpět do Divize a návrat do ČFL
Ve 2. české fotbalové lize se kolínské mužstvo neohřálo příliš dlouho. Kolíňáci během celé sezóny dokázali vybojovat jen 15 bodů a společně s Mostem spadli zpět do ČFL. Další sezóna, tentokrát zpět v nižší soutěži, měla znamenat stabilizaci kádru a opětovný boj o nejvyšší příčky. Opak byl však pravdou. Udržení soutěže i pro následující rok ale nebylo zcela nereálné. Během posledních 3 kol stačilo Kolínu ubojovat pouhé dva body. Ty by znamenaly předskočení Táborska, které bylo na poslední nesestupové příčce. Kolínu se to nepovedlo a následoval krutý pád do Divize. Byl zařazen do skupiny "C" ve které je doposud. Tradičně bývá jedním z favoritů soutěže a svědčí o tom i dlouhotrvající ambice, které se ale bohužel prozatím nedaří naplnit.
V lednu 2020 město Kolín schválilo odkup sportovního areálu klubu a převzalo ho do své správy. Od června 2020 nese klub název SK Sparta Kolín. V srpnu 2020 tým Kolína vyřadil z českého poháru ligový tým FK Pardubice.
V roce 2022 SK Sparta Kolín postoupil do České fotbalové ligy po šestí letech.

## Umístění v jednotlivých sezonách
Stručný přehled
- 2001–2002: 2. liga
- 2002–2005: Česká fotbalová liga
- 2005–2006: Divize C
- 2006–2008: Česká fotbalová liga
- 2008–2009: Divize C
- 2009–2010: Přebor Středočeského kraje
- 2010–2012: Divize C
- 2012–2014: Česká fotbalová liga
- 2014–2015: Fotbalová národní liga
- 2015–2016: Česká fotbalová liga
- 2016–2022: Divize C
- 2022–: Česká fotbalová liga – sk.B

Jednotlivé ročníky
Legenda: Z - zápasy, V - výhry, R - remízy, P - porážky, VG - vstřelené góly, OG - obdržené góly, +/- - rozdíl skóre, B - body, červené podbarvení - sestup, zelené podbarvení - postup, fialové podbarvení - reorganizace, změna skupiny či soutěže
| Česko (2001 – současnost) |                             |        |     |     |     |     |     |     |     |     |        |
| Sezóna                    | Liga                        | Úroveň | Z   | V   | R   | P   | VG  | OG  | +/- | B   | Pozice |
| 2001/02                   | 2. liga                     | 2.     | 30  | 5   | 6   | 19  | 22  | 56  | -34 | 21  | 15.    |
| 2002/03                   | Česká fotbalová liga        | 3.     | ... | ... | ... | ... | ... | ... | ... | ... | 7.     |
| 2003/04                   | Česká fotbalová liga        | 3.     | ... | ... | ... | ... | ... | ... | ... | ... | 11.    |
| 2004/05                   | Česká fotbalová liga        | 3.     | 32  | 11  | 6   | 15  | 37  | 45  | -8  | 39  | 15.    |
| 2005/06                   | Divize C                    | 4.     | 30  | 20  | 6   | 4   | 63  | 15  | +48 | 66  | 1.     |
| 2006/07                   | Česká fotbalová liga        | 3.     | 34  | 15  | 10  | 9   | 40  | 27  | +13 | 55  | 6.     |
| 2007/08                   | Česká fotbalová liga        | 3.     | 34  | 9   | 9   | 16  | 31  | 47  | -16 | 36  | 16.    |
| 2008/09                   | Divize C                    | 4.     | 30  | 12  | 8   | 10  | 51  | 47  | +4  | 34  | 14.    |
| 2009/10                   | Přebor Středočeského kraje  | 5.     | 30  | 19  | 8   | 3   | 76  | 21  | +55 | 65  | 1.     |
| 2010/11                   | Divize C                    | 4.     | 28  | 12  | 9   | 7   | 44  | 24  | +20 | 45  | 5.     |
| 2011/12                   | Divize C                    | 4.     | 30  | 23  | 4   | 3   | 72  | 18  | +54 | 65  | 1.     |
| 2012/13                   | Česká fotbalová liga        | 3.     | 34  | 18  | 12  | 4   | 63  | 38  | +25 | 66  | 2.     |
| 2013/14                   | Česká fotbalová liga        | 3.     | 34  | 20  | 6   | 8   | 58  | 30  | +28 | 66  | 1.     |
| 2014/15                   | Fotbalová národní liga      | 2.     | 30  | 3   | 6   | 21  | 26  | 74  | -48 | 15  | 16.    |
| 2015/16                   | Česká fotbalová liga        | 3.     | 36  | 13  | 4   | 19  | 44  | 55  | -11 | 44  | 16.    |
| 2016/17                   | Divize C                    | 4.     | 30  | 15  | 8   | 7   | 49  | 31  | +18 | 58  | 5.     |
| 2017/18                   | Divize C                    | 4.     | 30  | 14  | 6   | 10  | 53  | 47  | +6  | 51  | 4.     |
| 2018/19                   | Divize C                    | 4.     | 28  | 9   | 10  | 9   | 40  | 35  | +5  | 44  | 6.     |
| 2019/20                   | Divize C                    | 4.     | 16  | 8   | 3   | 5   | 29  | 18  | +11 | 30  | 4.     |
| 2020/21                   | Divize C                    | 4.     | 8   | 7   | 1   | 0   | 36  | 7   | +29 | 23  | 1.     |
| 2021/22                   | Divize C                    | 4.     | 30  | 25  | 4   | 1   | 96  | 35  | +61 | 79  | 1.     |
| 2022/23                   | Česká fotbalová liga – sk.B | 3.     | 30  | 15  | 5   | 10  | 53  | 50  | +3  | 50  | 4.     |
| 2023/24                   | Česká fotbalová liga – sk.B | 3.     | 30  | 11  | 10  | 9   | 51  | 47  | +4  | 43  | 6.     |
| 2024/25                   | Česká fotbalová liga – sk.B | 3.     | 32  | 8   | 11  | 13  | 39  | 49  | -10 | 35  | 13.    |

Poznámky:
- 2019/20: Sezona nedohrána kvůli pandemii covidu-19.
- 2020/21: Sezona nedohrána kvůli pandemii covidu-19.